# Amnon Lotem
Amnon Lotem est un informaticien israélien. Il travaille en intelligence artificielle, et techniques de modélisation et de simulation, co-récipiendaire du prix Gödel de 2014.

## Biographie
Amnon Lotem étudie à l'université de Tel Aviv où il obtient un B. Sc. et un M. Sc., puis il obtient un Ph. D. en 2000 sous la direction de Dana S. Nau (en) à l'université du Maryland, avec une thèse intitulée « GraphHTN: Combining Planning Graphs and HTN Planning ».
Il travaille ensuite dans diverses entreprises israéliennes de logiciel comme directeur de la recherche algorithmique, CTO (« Chief Technology Officer », directeur de la technologie) et directeur scientifique, parmi lesquelles Amdocs et Technomatix Technologies. Il est cofondateur de Estimotion Ltd.
En 2002 Lotem rejoint Skybox Security, une entreprise de gestion automatisée de sécurité des réseaux. Il y dirige le développement des brevets, et également le développement des algorithmes de base de simulation d'attaques, d'analyse de risques et de gestion de conformité. Il devient CTO en 2010.

## Prix Gödel
En 2014, Amnon Lotem est récipiendaire, avec Ronald Fagin et Moni Naor du prix Gödel, pour leur article Optimal Aggregation Algorithms for Middleware. Dans ce travail, ils présentent un algorithme appelé Treshold Algorithm. Il est utilisé pour la recherche de solutions optimales dans des situations où les informations proviennent de nombreuses sources différentes, et particulier dans les domaines du middleware, de la recherche d'information et de l'apprentissage automatique. Il fournit alors une méthode efficace pour engendrer une Top-List de résultats provenant des diverses sources de données. Ils introduisent également un critère appelé Instance Optimality et montrent que leur Treshold Algorithm a cette propriété.